# Liar (canção de Vanilla Ninja)
Liar é o terceiro single do álbum Traces of Sadness, da banda estoniana Vanilla Ninja.

## Desempenho nas paradas musicais
| Parada                  | Melhor posição |
| ----------------------- | -------------- |
| Austria Singles Top 75  | 22             |
| Germany Singles Top 100 | 23             |
| Swiss Singles Top 100   | 43             |